# Diamesa pseudostylata
Diamesa pseudostylata är en tvåvingeart som först beskrevs av Chernovskij 1949.  Diamesa pseudostylata ingår i släktet Diamesa och familjen fjädermyggor. Inga underarter finns listade i Catalogue of Life.